# 青森県道187号越水木造線
青森県道187号越水木造線（あおもりけんどう187ごう こしみずきづくりせん）は、青森県つがる市を通る一般県道である。

## 概要
つがる市木造越水で青森県道12号鰺ケ沢蟹田線から東へ分岐し、つがる市木造有楽町で青森県道241号木造停車場線交点に至る。終点で県道241号を直進すると木造駅に至る。

### 路線データ
- 起点：つがる市木造越水[1]
- 終点：つがる市木造[1]

## 歴史
- 1961年（昭和36年）2月10日 - 県道に認定される[1]。

## 地理

### 接続する道路
- 青森県道12号鰺ケ沢蟹田線（つがる市木造越水、起点）
- 青森県道188号福原陸奥森田停車場線（つがる市木造福原）
- 青森県道186号桑野木田南広森線（つがる市木造柴田）
- 青森県道115号川除木造線（つがる市木造清水）
- 青森県道241号木造停車場線・青森県道245号稲盛千代町山田線（つがる市木造、終点）

### 沿線の施設など
- 三ツ館簡易郵便局
- 福原簡易郵便局